# Paul Ehmann
Paul Ehmann (* 15. Februar 1993 in Ludwigshafen am Rhein) ist ein ehemaliger deutscher Fußballspieler und heutiger Fußballtrainer.

## Karriere
Der Defensiv-Allrounder wechselte nach einem Jahr in der Jugend des 1. FC Kaiserslautern im Jahr 2008 zur TSG 1899 Hoffenheim. Dort spielte er in der B- und A-Jugend unter anderem bei den Trainern Tayfun Korkut und David Wagner.
Zu Beginn der Saison 2012/2013 wurde Ehmann von Borussia Dortmund für die U23 verpflichtet, die zu dieser Zeit in der 3. Liga spielte.
2013 wechselte er als Sport-Stipendiat an die Universität Santa Barbara in Kalifornien. Dort spielte er für die „Gauchos“ in der College-Liga Division 1 und studierte die Fächer Psychologie und Kommunikation.
Im Herbst 2014 beendete Ehmann sein Studium in Kalifornien und zugleich seine Spielerkarriere und begann Psychologie an der Goethe-Universität Frankfurt zu studieren. Parallel arbeitete er ab der Saison 2014/2015 als Individualtrainer im Bereich U16 bis U19 beim FSV Frankfurt,. Zur Saison 2017/18 übernahm er die U16 des FSV als Cheftrainer. 
Zur Saison 2020/2021 kehrte Ehmann als Co-Trainer der U15 zur TSG Hoffenheim zurück. Zur Saison 2022/2023 rückte er als Co-Trainer zur U16 auf. 
Im Januar 2023 übernahm Ehmann die U15-Junioren der TSG Hoffenheim als Cheftrainer. Seit Juli 2023 ist er als Cheftrainer für die U16-Junioren der TSG Hoffenheim verantwortlich.